# Borek (powiat piski)
Borek – osada leśna w Polsce, w sołectwie Karwica, położona w województwie warmińsko-mazurskim, w powiecie piskim, w gminie Ruciane-Nida na obszarze Puszczy Piskiej.
W latach 1975–1998 miejscowość administracyjnie należała do województwa suwalskiego.